# Население острова Мэн
Население острова Мэн — по данным на июль 2005 года численность населения составляет 75,049. Уровень естественного прироста населения — 0,52 %. Уровень миграции составляет 5,47/1000 человек.
Плотность населения — 131 человек/км².
Рождаемость — 11,58 новорождённых/1000 человек.
Смертность — 11,84 смертей /1000 человек.
Уровень детской смертности — 5,8 смертей/1000 рождений.

## Возрастной состав
- 0—14 лет: 18% (мужчин 6,520; женщин 6,277)
- 15—64 лет: 65% (мужчин 23,904; женщин 23,674)
- От 65 лет: 17% (мужчин 5,078; женщин 7,664) (по данным на 2000 год)

## Соотношение полов
- Младенцы — 1,05 мужчины/женщинам
- 1—14 лет — 1,04 мужчины/женщинам
- 15—64 — 1,01 мужчины/женщинам
- 65 и более — 0,66 мужчины/женщинам
- Общее значение — 0,94 мужчины/женщинам (2000)

## Продолжительность жизни
- для населения в целом: 77,64 года;
- мужчин: 74,26 года;
- женщин: 81,2 года

## Национальность
- уроженец острова Мэн
- уроженка острова Мэн

## Этнические группы
- Британцы
- Мэнцы

## Религия
- Атеисты
- Агностики
- Англиканцы
- Католики
- Баптисты
- Методисты (представители методистской церкви)
- Пресвитериане
- Квакеры
- Свидетели Иеговы

Англиканская церковь является государственной на территории острова Мэн.

## Языки
Английский, мэнский, гэльский.